# Pediopsoides pectinata
Pediopsoides pectinata är en insektsart som beskrevs av Chandrasekhara A. Viraktamath 1996. Pediopsoides pectinata ingår i släktet Pediopsoides och familjen dvärgstritar. Inga underarter finns listade i Catalogue of Life.